# Grič (Chorwacja)
Grič – wieś w Chorwacji, w żupanii zagrzebskiej, w gminie Žumberak. W 2011 roku liczyła 14 mieszkańców.